# Tanystylum sinoabductus
Tanystylum sinoabductus là một loài nhện biển trong họ Ammotheidae. Loài này thuộc chi Tanystylum. Tanystylum sinoabductus được miêu tả khoa học năm 1992 bởi Bamber.